# Wasyl Ilczyszyn
Wasyl Wasylowycz Ilczyszyn (ukr. Василь Васильович Ільчишин, ur. 17 marca 1982 w Kobyli) – ukraiński archeolog, historyk, naukowiec i nauczyciel. Członek Ukraińskiego Stowarzyszenia Archeologicznego (2008), Towarzystwa Naukowego im. Szewczenki. Pełniący obowiązki dyrektora generalnego Krzemieniecko-Poczajowskiego Państwowego Rezerwatu Historyczno-Architektonicznego (od 1 listopada 2023 r.).

## Biografia
Ukończył Okręgowe Komunalne Liceum Techniczne w Dobrowodach (1999) i Wydział Historyczny Narodowego Uniwersytetu Pedagogicznego im. Wołodymyra Hnatiuka w Tarnopolu (2007).
W latach 2000–2002 służył w wojsku. Pracował jako nauczyciel geografii w Kompleksie Edukacyjnym Hwardijśkem (2004-2005, wieś Hwardijśke w obwodzie chmielnickim), starszy pracownik naukowy (2005-2013) i kierownik wydziału prac naukowych i ochronnych zabytków archeologicznych w Tarnopolskim Obwodowym Komunalnym Inspektoracie Ochrony Zabytków Historii i Kultury. Prowadził również badania na Litwie, w Czechach i na Słowacji.
Pracownik naukowy Centrum Badawczego "Archeologiczna Służba Bezpieczeństwa Ukrainy" Instytutu Archeologii Ukrainy Narodowej Akademii Nauk Ukrainy.
Od 1 września 2020 r. jest założycielem i dyrektorem Załoźeckiego Muzeum Wiedzy Lokalnej.
W dniu 1 listopada 2023 r. został mianowany pełniącym obowiązki dyrektora generalnego Krzemieniecko-Poczajowskiego Państwowego Rezerwatu Historyczno-Architektonicznego.

## Działalność muzealna
W czasie urzędowania:
- opracowano kalendarz "Zabytki Ziemi Załoźeckiej"[7];
- opublikowano ciekawostki o lokalnych postaciach świętych[8];
- zakończono montaż odkrytych nagrobków na starożytnym cmentarzu żydowskim[9];
- podczas wykopalisk w Załoźcach odkryto 10 ludzkich szkieletów z XVII-XIX wieku (wrzesień 2020 r.)[10].
- zorganizował i zaprezentował projekt wystawienniczy "Hafty regionu zalożeckiego" w Tarnopolskim Obwodowym Muzeum Sztuki (2022)[11].

## Działalność archeologiczna i naukowa
Archeologią interesuje się od dzieciństwa. Od 2007 r. prowadzi ekspedycje archeologiczne w obwodach tarnopolskim i lwowskim.
27 lutego 2020 r. w Muzeum Krajoznawczym w Krzemieńcu otwarto wystawę "Badania archeologiczne w Załoźcach w obwodzie zborowskim w 2019 r.".
Kierownik:
- Kierownik Milnowskiej Ekspedycji Archeologicznej Przedsiębiorstwa Państwowego "OASU Podilska Archeologia" Narodowej Akademii Nauk Ukrainy (2007-2012; wieś Milno, obwód tarnopolski). Podczas badań cmentarzysk i osad kultury wyszechradzkiej odkryto 44 pochówki[2];
- Ekspedycja Honczariwska Przedsiębiorstwa Państwowego "OASU Podilska Archeologia" Narodowej Akademii Nauk Ukrainy (2014, 2016; w pobliżu wsi Honczariwka, rejon Złoczów, obwód lwowski). Ekspedycja zlokalizowała jedno z najwcześniejszych cmentarzysk kultury wyszechradzkiej, zbadała osadę kultury wyszechradzkiej i odlewnię brązu z okresu wczesnoscytyjskiego[16][17];
- Założecka ekspedycja archeologiczna Przedsiębiorstwa Państwowego "Centrum Badawcze OASU" IA Narodowej Akademii Nauk Ukrainy i Założeckiego Muzeum Wiedzy Lokalnej (od 2019 r.). Ekspedycja bada starożytne centrum miasta (XV-XVIII w.) Załoźce w obwodzie tarnopolskim i stanowiska archeologiczne na terytorium hromady Załoźce[18][19].

Uczestnik:
- wielu konferencji naukowych i praktycznych na Ukrainie i za granicą (Polska, Węgry, Słowacja, Mołdawia, Białoruś)[14].
- międzynarodowa ekspedycja Uniwersytetu im. Adama Mickiewicza w Poznaniu i IA Narodowej Akademii Nauk Ukrainy w ramach projektu "Kontynuacja i zmiana. Społeczności kurhanowe z III i II tys. przed Chr. W dorzeczu górnego Dniestru w świetle badań multidyscyplinarnych" (2019-2021; kierownik: prof. P. Makarowicz);
- wykopaliska w miejscu pochówku z III tysiąclecia p.n.e. (2020 r.; w pobliżu wsi Biały Potok, rejon czortkowski, obwód tarnopolski)[20].

Autor ponad 40 publikacji naukowych.